# Groupe d'études géopolitiques
Le Groupe d'études géopolitiques ou GEG, est un think tank français et européen qui produit de la recherche à partir de la notion d’échelle en proposant une réflexion interdisciplinaire sur la géopolitique de l’Europe.
Fondé et domicilié à l’École normale supérieure de la rue d’Ulm en 2017, le GEG est reconnu d'intérêt général depuis décembre 2019.
Le Groupe d'études géopolitiques édite la revue européenne le Grand Continent.

## Édition de revues
Le Groupe d’études géopolitiques édite la revue européenne le Grand Continent, créée en 2019.
Le Groupe d’études géopolitiques édite également trois revues scientifiques semestrielles : une revue juridique, la Revue européenne du droit (RED), une revue consacrée à l'écologie, Géopolitique, Réseau, Environnement, Energie, Nature (GREEN), et une revue consacrée à l'analyse multiscalaire des élections européennes, le Bulletin des élections de l'Union européenne (BLUE).

## Séminaires et événements
À côté de plusieurs colloques internationaux (sur Alexandre Kojève, sur l'Arctique), le Groupe d’études géopolitiques organise une série de séminaires hebdomadaires, le GEG Weekly Seminar, en partenariat avec le Collège d’Europe, le Centre Europe de l'Université de Cambridge, l'Ecole de gouvernance transnationale de l'Institut universitaire européen, et Columbia University.
Plusieurs personnalités politiques et institutionnelles (Emmanuel Macron, Heiko Maas, Charles Michel, Josep Borrell, Kaja Kallas, Frans Timmermans) ont participé aux travaux du Groupe d’études géopolitiques.

## Observatoire du Covid19
Depuis le début de la pandémie du Covid19 en Europe, en mars 2020, le Groupe d’études géopolitiques a publié sur Le Grand Continent un Observatoire géopolitique du Covid19 comprenant des articles d’analyse ou de fond ainsi que la première cartographie régulièrement mise à jour présentant la diffusion de la pandémie à l’échelle régionale en Europe,.

## Ligne éditoriale
Le Groupe d'études géopolitiques est considéré par plusieurs commentateurs comme un think tank « de premier plan »,.

## Publications
- Groupe d'études géopolitiques, Le Style Populiste, Paris, Éditions Amsterdam, octobre 2019, 192 p. (ISBN 9782354801953)